# Museo nacional de arte sacro de la Marsica
El Museo nacional de arte sacro de la Marsica, o simplemente Museo de arte sacro de Marsica, es un museo ubicado en Celano, Italia. Tiene su sede en Castillo Piccolomini y está dedicado al arte sacro de la zona geográfica de Marsica.
El castillo sobre el que se asienta el museo fue construido en el siglo XIV por la familia Berardi, por entonces propietaria del Condado de Celano. El castillo pasó a mano de los Piccolomini en el siglo XV. Los restos de algunos frescos de esta época aun son visible en el patio. El museo fue creado en colaboración de la Diócesis de Marsi.
Desde diciembre de 2014 es administrado por el Ministerio por el bien y la actividad cultural, que lo gestiona a través del Complejo de museos de Abruzos, que desde 2019 pasó a ser la Dirección regional de museos.

## Historia
El Museo de arte sacro de la Marsica fue creado por voluntad superintendente Renzo Mancini, en colaboración con la Diócesis de Marsi, para exhibir, proteger y realzar el patrimonio artístico de Marsica.
La colección del museo está formada por obras de arte anteriormente expuestas en el Museo Nacional de Abruzos y otras obras del Museo del Palacio Venecia, en Roma, de donde fueron trasladadas tras el terremoto de 1915. El museo también logró reunir bienes artísticos que no gozaban de las medidas de seguridad necesarias en las iglesias donde se guardaban. De esta manera, un amplio público tuvo la oportunidad de conocer y apreciar el arte de la Marsica, resaltado por el complejo arquitectónico en el que se ubica el museo.
En 1992 se inauguraron las dos primeras secciones del museo, dos años después se completó el Museo con la apertura al público de todas las salas de exposición; la estructura cuenta con una sala de conferencias y salas destinadas a exposiciones temporales.
En 2003, la Colección Torlonia se añadió al primer núcleo dedicado al arte sacro, adquirido en 1994 por el Ministerio de Patrimonio y Actividades Culturales y gestionado por la Superintendencia del Patrimonio Arqueológico de Abruzzo.

## Colecciones

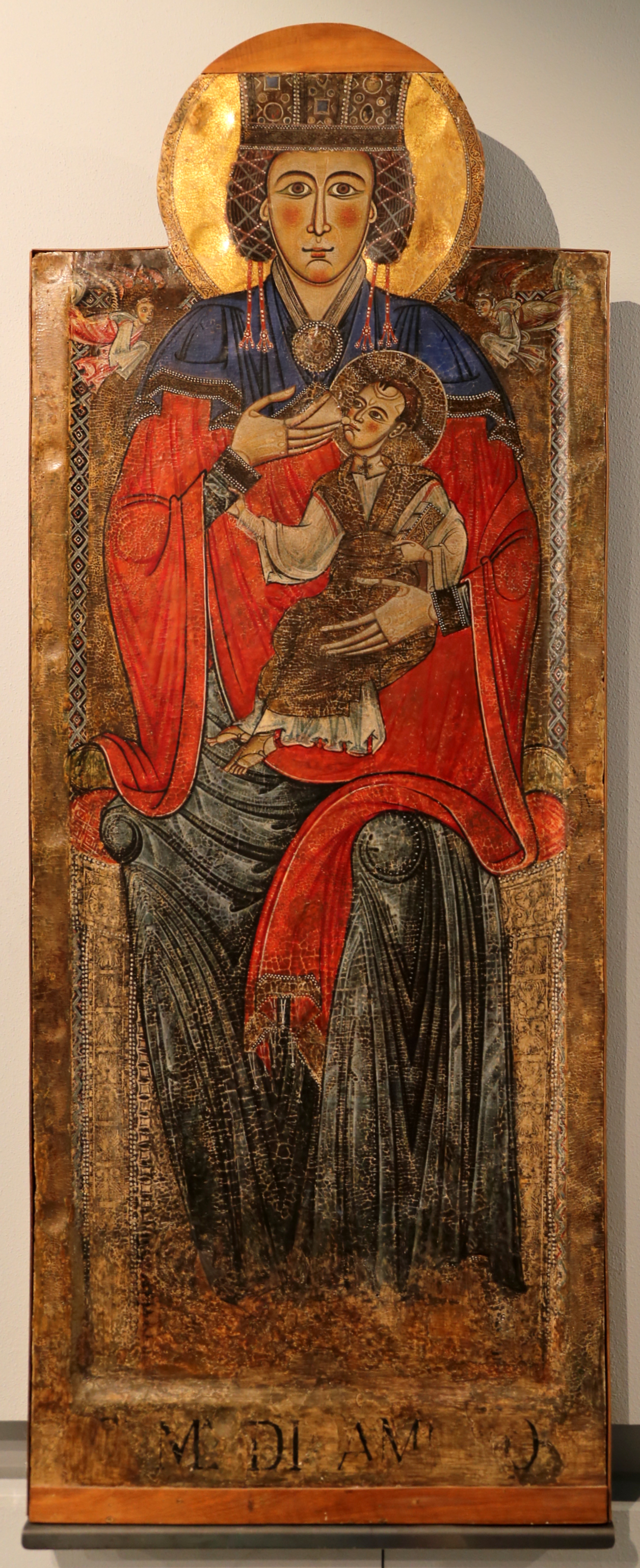
La Madonna de Ambro, proveniente del MuNDA.

Las colección del museo está divida en diferentes salas dedicadas a la pintura, escultura, orfebrería, vestimenta litúrgica y arqueología. La colección arqueológica proviene de las excavaciones realizadas en los territorios de Avezzano, Luco dei Marsi, Collarmele, Alba Fucens y San Benedetto dei Marsi. El itinerario arqueológico transcurre por los períodos más antiguos, que incluye el paleolítico y el neolítico, con hallazgos de puntas de lanza hechas de sílex y más tarde de hierro y bronce. Luego pasa por primeras esculturas devocionales de divinidades clásicas, y a objetos como vajillas, huesos peroné y peines para uso doméstico o de guerra, según el sexo del difunto.
Las piezas más importantes proceden de la colección de los Torlonia, príncipes de Avezzano, como una cabeza de león de marfil y un bajorrelieve, que forma parte de un único bloque mayor que ha sido desmembrado, que retrata a Marruvium (capital de Marsi, cerca de San Benedetto dei Marsi). El bloque escultórico representa una de las obras maestras de la escultura romana de los Abruzos, se muestran la ciudad rodeada de murallas, los edificios sagrados, los principales templos, los baños y el anfiteatro; ya la derecha, aislado en un bosque, el santuario de la diosa Angizia en el Arx di Lucus.
Algunas obras de arte sacro expuestas proceden de la Iglesia de Santa Maria in Cellis, en Carsoli y de la iglesia de San Pietro, en Alba Fucens. El mobiliario y los restos restaurados y reensamblados de dos lechos de huesos del siglo I a. C. proceden de Aielli, desenterrado de cuatro tumbas de cámara descubiertas en 1936. En el patio del muses se encuentran, restaurados, los portales de la Iglesia de San Nicola, en Marano dei Marsi y San Salvatore, en Paterno. Estas obras, después del terremoto de 1915, fueron transportadas al Museo Nacional de Abruzos, en L'Aquila (antiguo Museo Cívico Arqueológico) y luego a Celano.
Después del terremoto de L'Aquila en 2009, parte de la colección del Museo Nacional de Abruzos (abreviado como MuNDA) fue trasladada al Museo de arte sacro de Marsica, a la espera de la restauración del Fuerte Español, edificio que albergaba el Museo Nacional.